# Eduardo Benes de Sales Rodrigues

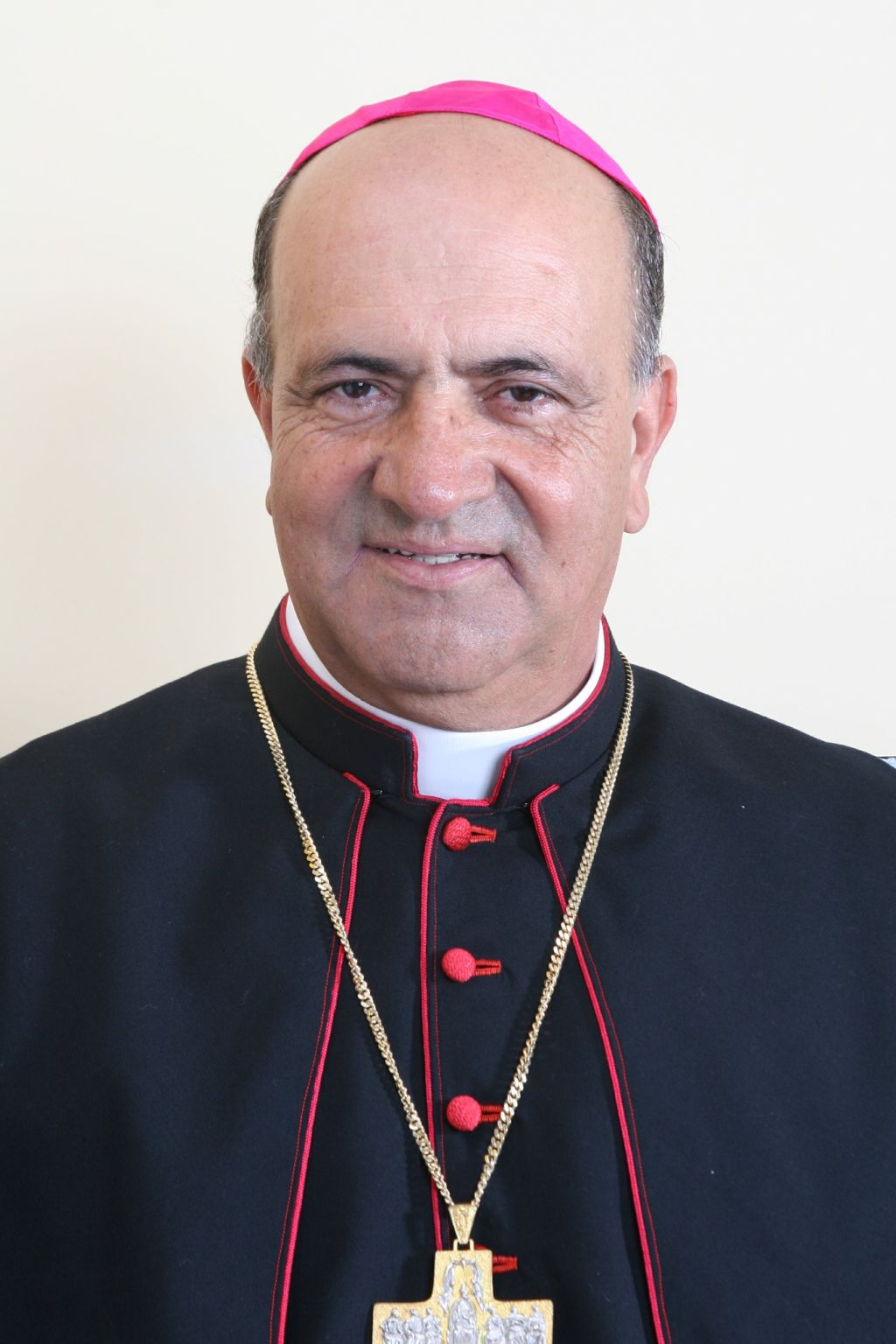
Erzbischof Eduardo Benes de Sales Rodrigues (2012)

Eduardo Benes de Sales Rodrigues (* 25. Juni 1941 in Bias Fortes) ist ein brasilianischer Geistlicher und emeritierter römisch-katholischer Erzbischof von Sorocaba.

## Leben
Eduardo Benes de Sales Rodrigues empfing am 13. Dezember 1964 die Priesterweihe.
Papst Johannes Paul II. ernannte ihn am 11. März 1998 zum Weihbischof in Porto Alegre und Titularbischof von Casae Medianae. Der Erzbischof von Juiz de Fora, Clóvis Frainer OFMCap, spendete ihm am 21. Juni desselben Jahres die Bischofsweihe; Mitkonsekratoren waren Altamiro Rossato CSsR, Erzbischof von Porto Alegre, und Walmor Oliveira de Azevedo, Weihbischof in São Salvador da Bahia. Als Wahlspruch wählte er Mitis et humilis corde.
Am 10. Januar 2001 wurde er zum Bischof von Lorena ernannt und am 11. März desselben Jahres in das Amt eingeführt. Am 4. Mai 2005 ernannte ihn Papst Benedikt XVI. zum Erzbischof von Sorocaba.
Papst Franziskus nahm am 28. Dezember 2016 seinen altersbedingten Rücktritt an.
Am 10. Oktober 2018 ernannte ihn Papst Franziskus für die bis zum 31. August 2019 andauernde Sedisvakanz zum Apostolischen Administrator von Catanduva.